# 塘沟战斗
塘沟战斗，是中国抗日战争中，中日双方发生的战斗。新四军攻克据点20余座。